# Del Harris (Squashspieler)
Del Harris (* 13. Juli 1969 in Colchester) ist ein ehemaliger englischer Squashspieler. Im Jahr 1995 wurde er Vizeweltmeister.

## Karriere
Del Harris wurde 1988 Junioren-Weltmeister, nachdem er in fünf Sätzen gegen Anthony Hill gewann. Bereits 1987 und nochmals 1989 gewann er die britischen Meisterschaften. Seine größten Erfolge feierte er in den Saisons 1995 und 1996. 1995 stand er im Finale der Weltmeisterschaft, das er gegen Jansher Khan mit 15:10, 17:14, 16:17 und 15:8 verlor. Im Jahr darauf erreichte er das Finale der Super Series, das er gegen Brett Martin gewann. Mit der englischen Nationalmannschaft gewann Del Harris die Weltmeisterschaften 1995 und 1997. Er besiegte in seinen Finalpartien 1995 Zarak Jahan Khan aus Pakistan sowie 1997 den Kanadier Graham Ryding. Mit England nahm er außerdem an den Weltmeisterschaften 1989 und 1991 teil und wurde siebenmal Europameister. Seine beste Platzierung in der Weltrangliste war Rang fünf im März 1996. Im Laufe seiner Karriere gewann er zwei Titel auf der PSA World Tour.

## Erfolge
- Vizeweltmeister 1995
- Weltmeister mit der Mannschaft: 1995, 1997
- Europameister mit der Mannschaft: 7 Titel (1989–1991, 1995, 1998, 2000, 2002)
- Gewonnene PSA-Titel: 2
- Britischer Meister: 1987, 1989